# داينستي واريورز 3
داينستي واريورز 3 (بالإنجليزية: Dynasty Warriors 3)‏ هي لعبة فيديو من نوع تقطيع وذبح، صدرت في 26 سبتمبر 2002 في اليابان وهي متوفرة على أجهزة بلاي ستيشن 2 وإكس بوكس. اللعبة من تطوير تيكمو كوي ومن نشر كويي.